# Балин Стоянов
Балин Стоянов е български опълченец. В някои източници името му се среща като Божин Стоянов.

## Биография
Балин Стоянов е роден през 1850 година в созополското село Дюлгерлии, днес Зидарово.
През 1877 година заминава за Влашко, където на 2 май 1877 се записва като доброволец в българското опълчение. Разпределен е в Четвърта дружина под командването на майор Пьотър Редкин. Взима участие в сраженията при Стара Загора, при Шейново, при Шипка и при село Тича. За участието си в Руско-турската война е отличен с учредения на 19 юли 1880 г. от княз Александър Батенберг първи български официален медал „За Освобождението 1877–1878“.
След Освобождението се установява да живее в град Бургас. От 1 август 1879 година постъпва на работа в източнорумелийската милиция. Взема дейно участие в събитията по Съединението на Източна Румелия с Княжество България. Членува в Поборническо-опълченското дружество в Бургас.
През 1902 година Стоянов участва в юбилейните тържества на Орлово гнездо, организирани по случай 25-годишнината от Шипченските боеве.
Умира в бедност през 1937 година в Бургас.

## Признание
Със свое решение от 21 септември 1922 г. Габровският градски общински съвет обявява за почетни граждани 522 поборници и опълченци, един от които (под № 221) е Балин (Божин) Стоянов.
Вещи на Стоянов са предадени на съхранение в Историческия музей в Бургас.